# NGC 6460
NGC 6460 (другие обозначения — UGC 10997, IRAS17473+2046, MCG 3-45-31, NPM1G +20.0531, ZWG 112.55, KCPG 525B, PGC 60925) — спиральная галактика (Sc) в созвездии Геркулес.
Этот объект входит в число перечисленных в оригинальной редакции «Нового общего каталога».